# Oberharz (Samtgemeinde)
Oberharz é uma cidade da Alemanha localizada no distrito de Goslar (distrito), no estado da Baixa Saxônia.